# Championnat de Sainte-Lucie de football 2020
Navigation
Édition précédente Édition suivante
La saison 2020 du championnat de Sainte-Lucie de football est la quarante-deuxième édition de la SLFA First Division, le championnat de première division de Sainte-Lucie.
Le Platinum FC remet son titre en jeu face aux neuf meilleures équipes de Sainte-Lucie. Cependant, alors que le championnat n'a repris que depuis quelques semaines, il est suspendu en raison de la pandémie de Covid-19 puis est définitivement abandonné le 21 mars 2020. En qualité de tenant du titre, le Platinum FC se qualifie néanmoins pour le Caribbean Club Shield 2021.

## Les équipes participantes
| \| Big Players El Niños GMC United Northern United Knights FC Platinum Uptown Rebels Monchy United Ti Rocher VSADC \| Localisation des équipes engagées. |
| Big Players El Niños GMC United Northern United Knights FC Platinum Uptown Rebels Monchy United Ti Rocher VSADC                                          |

| Équipe                    | Classement 2019 | Ville      | Stade                    |
| ------------------------- | --------------- | ---------- | ------------------------ |
| Platinum FC               | Champion        | Vieux Fort | Philip Marcellin Grounds |
| Uptown Rebels             | 2e              | Vieux Fort | Philip Marcellin Grounds |
| VSADC                     | 3e              | Castries   |                          |
| Northern United All Stars | 4e              | Gros Islet | Gros Islet Cricket Oval  |
| Ti Rocher                 | 5e              | Ti Rocher  |                          |
| SLSO Monchy United        | 6e              | Monchy     |                          |
| Big Players               | 7e              | Marchand   | Marchand Grounds         |
| El Niños                  | 8e              | Blanchard  |                          |
| Knights FC                | Promu           | Vieux Fort | Philip Marcellin Grounds |
| GMC United                | Promu           | Gros Islet | Gros Islet Cricket Oval  |

Légende des couleurs
- Tenant du titre
- Promu

## Compétition

### Classement
Les dix équipes affrontent leurs adversaires une seule fois. Voici le classement à l'abandon  du championnat le 21 mars 2020.
Le barème de points servant à établir le classement se décompose ainsi :
- Victoire : 3 points
- Match nul : 1 point
- Défaite : 0 point

| Rang | Équipe                    | Pts | J | G | N | P | Bp | Bc | Diff |
| ---- | ------------------------- | --- | - | - | - | - | -- | -- | ---- |
| 1    | SLSO Monchy United        | 6   | 2 | 2 | 0 | 0 | 5  | 1  | +4   |
| 2    | Big Players               | 3   | 2 | 1 | 0 | 1 | 6  | 4  | +2   |
| 3    | GMC United P              | 3   | 1 | 1 | 0 | 0 | 2  | 0  | +2   |
| 4    | Northern United All Stars | 3   | 1 | 1 | 0 | 0 | 2  | 1  | +1   |
| 5    | Ti Rocher                 | 3   | 2 | 1 | 0 | 1 | 4  | 4  | 0    |
| 6    | Knights FC P              | 3   | 2 | 1 | 0 | 1 | 1  | 2  | -1   |
| 7    | Platinum FC T             | 1   | 1 | 0 | 1 | 0 | 0  | 0  | 0    |
| 8    | VSADC                     | 1   | 2 | 0 | 1 | 1 | 0  | 1  | -1   |
| 9    | Uptown Rebels             | 0   | 1 | 0 | 0 | 1 | 1  | 4  | -3   |
| 10   | El Niños                  | 0   | 2 | 0 | 0 | 2 | 1  | 5  | -4   |

|  | Champion de Sainte-Lucie 2020                       |
|  | Relégation en Second Division                       |
|  | T : Tenant du titre P : Promu de la Second Division |

## Bilan de la saison
| Championnat de Sainte-Lucie de football 2020 |                   |
| Champion                                     | Titre non décerné |
| Qualifications continentales                 |                   |
| Caribbean Club Shield 2021                   | Platinum FC       |
| Promotions et relégations                    |                   |
| Promus en SLFA First Division                | Pas de promotion  |
| Relégués en deuxième division                | Pas de relégation |